# Takeru Kobayashi

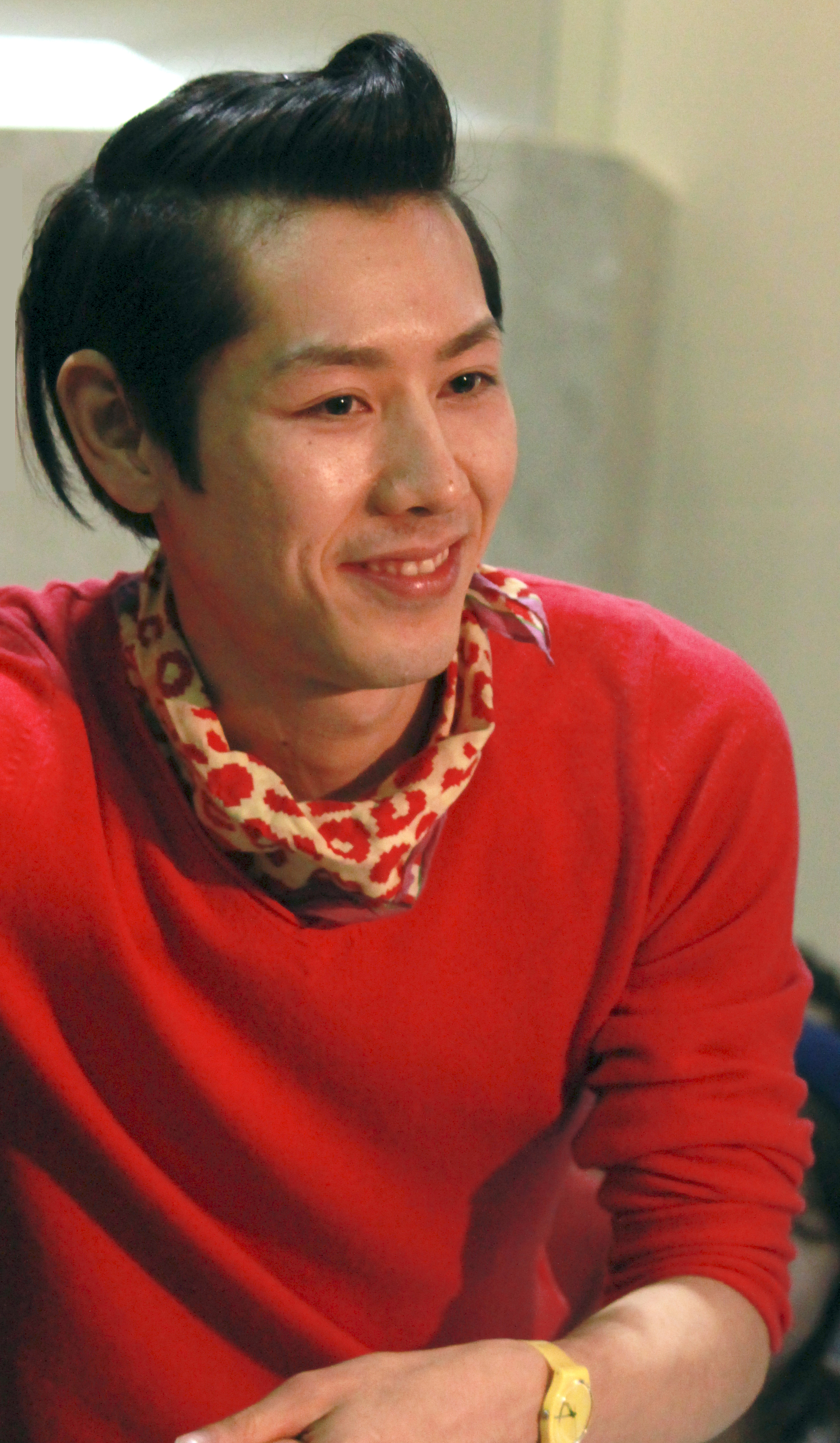
Takeru Kobayashi

Takeru Kobayashi (Nagano, 15 de març de 1978) és un menjador competitiu japonès, membre de la Federació Internacional de Menjar Competitiu (IFOCE). Va tenir el rècord mundial de menjar hot dogs durant sis anys i actualment és el menjador número tres en el rànquing mundial.

## Rècords

### Hot dogs

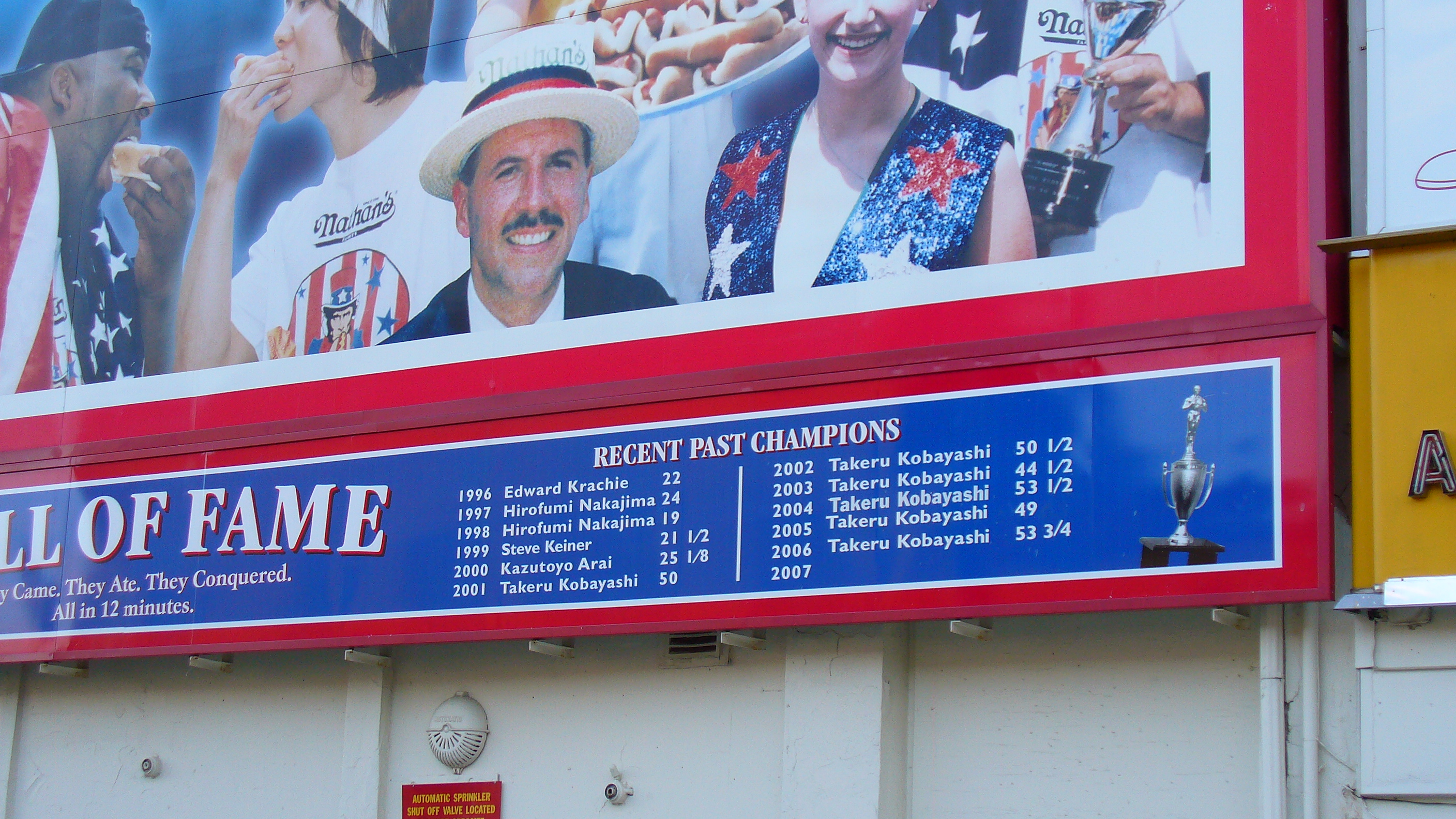
Kobayashi amb els rècords al Nathans Wall of Fame, 2007

- 2009: 64,5 Hot Dogs (segona posició)
- 2008: 59 (segona posició)
- 2007: 63 (nou rècord)
- 2006: 53 3/4 Hot dogs.
- 2005: 49 Hot dogs.
- 2004: 53 1/2 Hot dogs.
- 2003: 44 1/2 Hot dogs.
- 2002: 50 1/2 Hot dogs.
- 2001: 50 Hot dogs en 12 minuts.

### Hamburgueses
- 2006 la marca de Kobayashi de 97 hamburgueses va ser 28 vegades millor que el rècord que ell mateix havia establert el 2004 i 30 vegades millor que la seva marca anterior del 2005.
- 2005-67 hamburgueses.[1]
- 2004-69 hamburgueses (rècord mundial).[2]

### Altres menjars
- A un programa de la cadena FOX el 2003, Kobayashi va competir menjant frankfurts contra un ós de Kodiak, el qual el va guanyar 50 a 31.[3]
- El 13 d'agost de 2005, va menjar 83 jiaozis vegetals en vuit minuts.
- L'endemà, 14 d'agost, va tornar a competir i va menjar 100 baozi (pa xinès) en 12 minuts.
- Ha arribat a menjar 8.03 kg de cervells de vaca en 15 minuts.
- A l'agost de 2006 va menjar 58 salsitxes bratwurst en 10 minuts.

## Entrenament i tècniques
Kobayashi expandeix el seu estómac per a una competició ingerint grans quantitats de menjar dies abans de competir. Els seus exercicis per a cremar greixos no afecten el seu rendiment.
Físicament Kobayashi ha canviat dràsticament des de les seves primeres aparicions en competicions. En les seves primeres competicions pesava 50 kg, i als esdeveniments més recents pesava 65 kg al final dels seus àpats. Segons el seu lloc web Kobayashi fa 1,73 m i pesa 75 kg, però el 29 de juny de 2006 es va publicar al seu blog que havia pujat el seu pes fins a 89 kg, i que també ha augmentat el seu percentatge de greixos. Segons Kobayashi, el seu consum diari és de 6.000 calories.